# Kabal
Kabal es un personaje ficticio de la serie de videojuegos de lucha Mortal Kombat. Su primera aparición fue en Mortal Kombat 3.

## Biografía ficticia
En su biografía inicial, Kabal era un guerrero misterioso que sobrevivió a un ataque de una de las escuadrillas de exterminación de Shao Kahn. Sus aliados son desconocidos, sin embargo, él era en realidad un miembro del Dragón Negro y el brazo derecho de Kano. En el momento de su introducción, apareció como una fuerza del bien, pero desde esa ocasión volvió a sus malos caminos, planeando postularse como el jefe del nuevo clan del Dragón Negro.
En Mortal Kombat Deadly Alliance, casi fue asesinado por Mavado, líder del Dragón Rojo y enemigo del Dragón Negro, quien le quitó sus HookSword (espadas en forma de gancho) como premio. Pero en Mortal Kombat Deception, Kabal vuelve para vengarse. Mata a Mavado y recupera sus armas. En este mismo juego recluta a jóvenes peleadores para refundar el Dragón Negro.
En su nueva biografía, en Mortal Kombat 9, se desconoce su verdadero nombre y de dónde proviene. Fue parte del grupo del Dragón Negro, donde trabajaba para Kano, hasta que los abandonó para servir al bien al ser parte de la policía de Nueva York, donde fue compañero de Kurtis Stryker. Durante la invasión de Nueva York, Kabal recibió un ataque por parte de Kintaro, y su cuerpo quedó totalmente incinerado; Kano lo lleva a un lugar donde lo reconstruye, ya que tenía muchas heridas. Aquí es donde Kabal adquiere la apariencia que ahora tiene, además Kano le da sus HookSwords que él había hecho para Kabal y le propone volver a unirse al Dragón Negro, pero él no acepta. Como resultado, le quedan varias cicatrices, y es mantenido con vida solamente con respiradores artificiales, y una rabia por terminar con la conquista de Shao Kahn. Se descubre que su supervelocidad es originada por la magia proveniente del Mundo Exterior.
Como resultado de la derrota de Raiden y los Campeones de la Tierra, Kabal y los demás son asesinados por Sindel, y convertidos en retornados. Ahora Kabal sirve para los Emperadores del Infierno, Liu Kang retornado y Kitana retornada.
En Mortal Kombat X, Kabal aparece como personaje no jugable, sirviendo a los Emperadores del Infierno y combatiendo frente a los nuevos guardianes de la Tierra, las Fuerzas Especiales de Johnny Cage y Sonya Blade.
En Mortal Kombat 11, Kabal aparece nuevamente como personaje jugable. Cuando las Fuerzas Especiales invaden el Infierno, bajo la influencia de Raiden, Kabal y los demás retornados los enfrentan, en un esfuerzo por detenerlos. Kabal es vencido por Cassie Cage. Mientras que su versión joven, miembro del clan del Dragón Negro, es traída al presente por Kronika para ser reclutado. Kabal joven ayuda entonces a Kano y los demás villanos, en un intento por cumplir la voluntad de Kronika, con la promesa de que en su nueva línea temporal, el Dragón Negro estará en la cima. Kabal del pasado es engañado por Kano del presente, quien le dice que quien lo quema es Sonya Blade, y por eso debe matarla antes de que ocurra, pero es vencido por Sonya desarmada. Kabal retornado reaparece junto con Jade en la isla de Shang Tsung para detener a Jacqui Briggs y la versión joven de Jax Briggs en su misión de recuperar la Corona de Almas de Kronika antes que ella. Pero Kabal es vencido por los Briggs, aunque al final Cetrion aparece y se lleva la Corona de todos modos. Ni Kabal joven, ni Kabal retornado vuelven a aparecer durante los acontecimientos de Mortal Kombat 11 después de eso, por lo que su destino es incierto.

## Apariciones en los juegos
- Mortal Kombat 3
- Ultimate Mortal Kombat 3
- Mortal Kombat Trilogy
- Mortal Kombat Gold
- Mortal Kombat Advance
- Mortal Kombat Deception
- Mortal Kombat Shaolin Monks
- Mortal Kombat Unchained
- Mortal Kombat Armageddon
- Ultimate Mortal Kombat
- Mortal Kombat 9
- Mortal Kombat 11